# Antrocephalus nyssa
Antrocephalus nyssa är en stekelart som först beskrevs av Walker 1838.  Antrocephalus nyssa ingår i släktet Antrocephalus och familjen bredlårsteklar. Inga underarter finns listade i Catalogue of Life.